# Arcipelago di Joinville
L'arcipelago di Joinville è un gruppo di isole sub-antartiche che si trova all'estremità nordorientale della Penisola Antartica ed è separato da essa dall'omonimo Stretto. Il loro territorio ricade sotto la giurisdizione del Trattato Antartico. L'isola principale del gruppo è l'Isola Joinville, situata alle coordinate 63°15′S 55°45′W. A nord di questa, separata dal canale di Larsen, si trova l'Isola d'Urville (coordinate 63°05′S 56°20′W), che è anche la più settentrionale del gruppo. Fu scoperto nel 1838 da una spedizione oceanografica comandata dall'esploratore francese Jules Dumont d'Urville; porta il nome di Francesco d'Orléans, principe di Joinville, ammiraglio della marina francese.